# George Harrison (음반)
《George Harrison》은 1979년 2월 20일에 발매된 영국의 음악가 조지 해리슨의 여덟 번째 스튜디오 음반이다. 해리슨이 올리비아 트리니다드 아리아스와 결혼하고 처음으로 아들 다니와 아버지가 된 시기인 1978년의 많은 기간 동안 이 책은 쓰이고 녹음되었다. 해리슨은 하와이에서 몇 곡의 곡을 썼고, 수록곡 〈Faster〉는 그가 1977년 포뮬러 원 세계 선수권 대회에서 많은 경주에 참가했던 그의 해를 음악 제작에서 멀리 떨어진 것으로 반영했다. 이 음반은 또한 히트 싱글 〈Blow Away〉와 해리슨이 1968년 비틀즈의 화이트 앨범에서 처음 녹음한 곡 〈Not Guilty〉도 포함하고 있다.
해리슨은 러스 타이텔먼과 함께 이 솔로 음반을 공동 프로듀싱했고, 기여 뮤지션으로는 스티브 윈우드, 닐 라슨, 윌리 위크스, 앤디 뉴마크가 있으며 에릭 클랩튼과 게리 라이트가 게스트로 참여했다. 녹음 세션은 옥스퍼드셔주에 있는 해리슨의 FPHOT 스튜디오에서 열렸다.
다크 호스 레코드에서 발행된 조지 해리슨은 발매 당시 음악 평론가들로부터 열렬한 호응을 받았으며, 해설가들은 이 음반을 《All Things Must Pass》(1970년) 이후 이 아티스트의 최고 작품 중 하나로 정기적으로 꼽는다. 이 음반은 2004년 《The Dark Horse Years 1976–1992》의 재발행으로 리마스터드되었다.

## 발매
이 음반은 싱글 〈Blow Away〉로 예고되었으며, 이 음반은 영국에서 51위, 미국에서 16위에 올랐다. 《George Harrison》은 영국에서 39위에 올랐고 미국에서 14위에 정점을 찍으며 골드 인증을 획득하였다. 〈Blow Away〉는 캐나다에서 싱글 차트 7위에 정점을 찍으며 가장 큰 성공을 거두었다. 음반 발매 후, 해리슨의 노력은 몬티 파이튼에 있는 친구들이 《라이프 오브 브라이언》을 완성하는 것을 돕기 위해 핸드메이드 필름을 만든 이후 점점 더 영화 산업으로 향하게 되었다.
해리슨의 컴필레이션 《Best of Dark Horse 1976–1989》에 수록된 세 곡의 곡 중 〈Blow Away〉, 〈Here Comes the Moon〉의 편집본, 〈Love Comes to Everyone〉의 싱글 편집본이 수록되었다. 2009년 〈Blow Away〉는 컴필레이션 《Let It Roll: Songs by George Harrison》에 수록했다.
2004년, 《George Harrison》은 별도로 리마스터드되어 재발매되었으며, EMI가 배급한 다크 호스의 디럭스 박스 세트인 《The Dark Horse Years 1976–1992》의 일부로서 〈Here Comes the Moon〉의 보너스 트랙 데모 버전을 추가하였다.

## 커버 아트
오리지널 LP는 마이크 솔즈버리가 촬영한 해리슨의 클로즈업 사진을 특징으로 하며, 음반 이름은 오른쪽 상단 모서리에 갈색으로 인쇄되었다. 2004년 CD 리마스터의 경우, 동일한 그림이 사용되었지만 글자는 달랐다. 갈색 제목이 지워졌고, 왼쪽 상단 모서리에 흰색으로 표시된 해리슨의 서명이 추가되었다. 이 사진 세션의 화면은 마틴 스코세이지의 2011년 다큐멘터리 《조지 해리슨: 물질 세계에서의 삶》에서 볼 수 있다.

## 곡 목록
모든 곡들은 특별한 언급이 없는 한 조지 해리슨에 의해 작사/작곡하였다.
| #  | 제목                       | 재생 시간 |
| -- | -------------------------- | --------- |
| 1. | 〈Love Comes to Everyone〉 | 4:36      |
| 2. | 〈Not Guilty〉             | 3:35      |
| 3. | 〈Here Comes the Moon〉    | 4:48      |
| 4. | 〈Soft-Hearted Hana〉      | 4:03      |
| 5. | 〈Blow Away〉              | 4:00      |

| #  | 제목                    | 작사·작곡           | 재생 시간 |
| -- | ----------------------- | ------------------- | --------- |
| 1. | 〈Faster〉              |                     | 4:46      |
| 2. | 〈Dark Sweet Lad〉      |                     | 3:22      |
| 3. | 〈Your Love Is Foreve〉 |                     | 3:45      |
| 4. | 〈Soft Touch〉          |                     | 3:59      |
| 5. | 〈If You Believe〉      | 해리슨, 게리 라이트 | 2:55      |

## 인증
| 국가        | 인증 |
| ----------- | ---- |
| 미국 (RIAA) | 골드 |